# 天草十七人衆
天草十七人衆（あまくさじゅうしちにんしゅう）は、島原の乱において一揆勢を率いた主な浪人らのことをいう。出典は江戸時代の記録物『天草騒動』などによる。なお『天草騒動』については軍記物のような一種の歴史小説であり、その資料的価値は低いとする説もある。
1. 蘆塚忠右衛門〔小西行長家臣の子・有馬氏旧臣〕
2. 千々石五郎左衛門〔加藤氏家臣の子〕
3. 大矢野松右衛門〔小西行長旧臣（元 本多忠朝剣術指南役とも）〕
4. 赤星道重〔加藤氏家臣の子〕
5. 益田好次〔小西行長旧臣（祐筆）〕
6. 森宗意軒〔小西行長旧臣〕
7. 駒木根友房〔島津氏・小西行長旧臣〕
8. 山田右衛門作〔有馬氏旧臣・松倉氏御用達南蛮絵師〕
9. 天草玄察〔益田好次の伯父〕
10. 千束善右衛門〔小西行長旧臣（供頭）〕
11. 栖本左京進
12. 鹿子木右馬助
13. 田崎刑部〔森宗意軒の弟子〕
14. 蘆塚左内〔蘆塚忠右衛門の子〕
15. 蘆塚忠太夫〔蘆塚忠右衛門の弟〕
16. 戸塚宗右衛門
17. 有馬休意〔有馬氏旧臣〕

なお、天草五人衆という場合は、『天草騒動』によると大矢野松右衛門・千束善右衛門・森宗意軒・大江源右衛門・山善左衛門を指す。この5人は多くの史料に一揆勢の首謀者として名が見られる。